# Charles W. Dyke

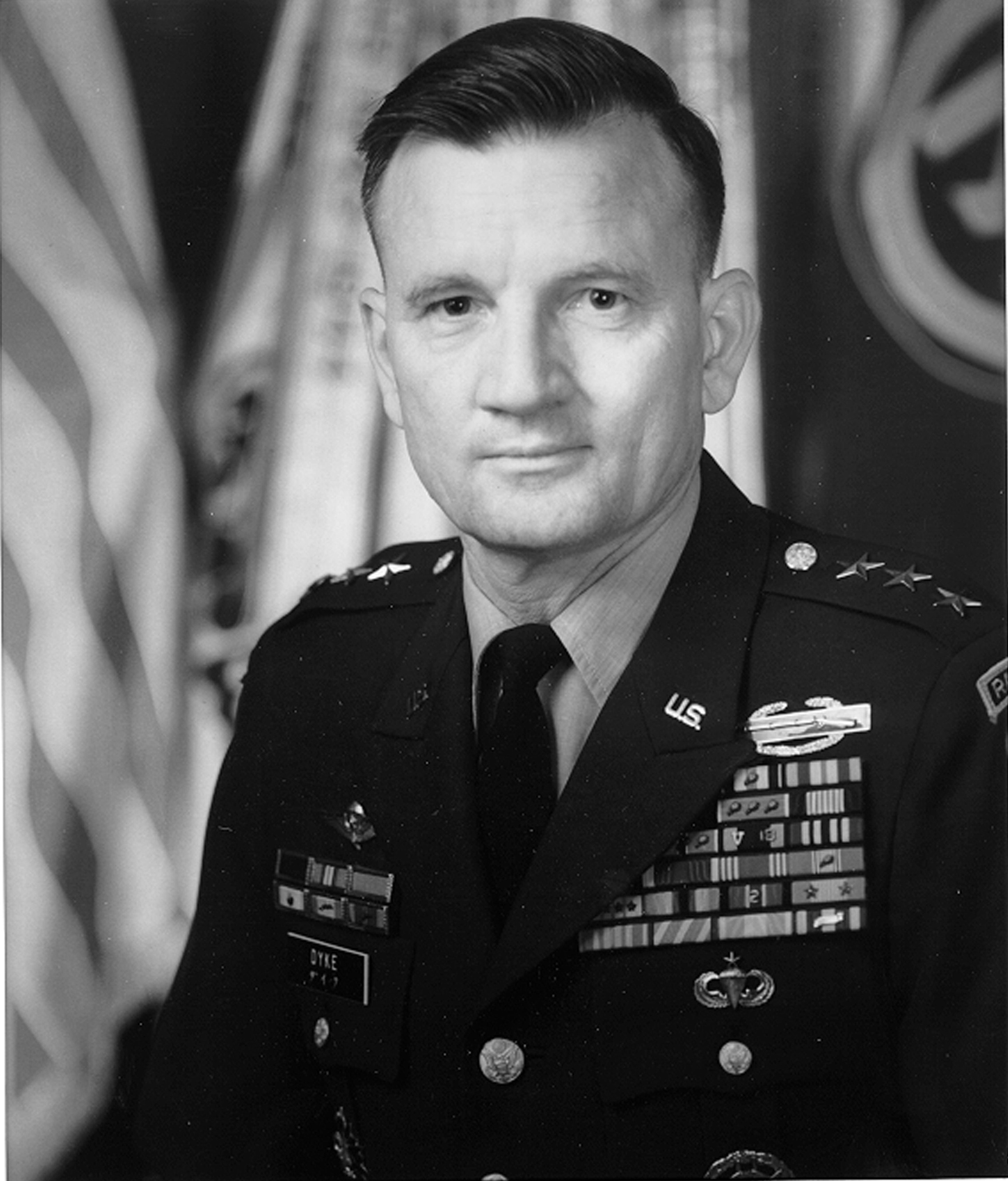
Charles W. Dyke

Charles William Dyke (* 28. Juli 1935 in Covington, Newton County, Georgia) ist ein pensionierter Generalleutnant der United States Army. Er war unter anderem Kommandeur der 8. Infanteriedivision und des IX. Korps.
Über die Officer Candidate School (OCS) gelangte Charles Dyke im Jahr 1954 in das Offizierskorps des US-Heeres. Dort wurde er als Leutnant der Infanterie zugeteilt. In der Armee durchlief er anschließend alle Offiziersränge vom Leutnant bis zum Drei-Sterne General.
Im Lauf seiner militärischen Karriere absolvierte er verschiedene Kurse und Schulungen. Dazu gehörten unter anderem die Infantry School, das Command and General Staff College und das United States Army War College. Zudem erhielt er akademische Grade von der University of Southern Mississippi und der George Washington University.
Im Verlauf seiner militärischen Karriere absolvierte er den für Offiziere in den jeweiligen Rangstufen üblichen Dienst in verschiedenen Einheiten und Standorten, darunter auch in Deutschland. Dazu gehörten auch Aufgaben als Stabsoffizier in verschiedenen Hauptquartieren. Er kommandierte Einheiten auf fast allen militärischen Ebenen. Zwischenzeitlich war er auch Dozent an verschiedenen Militärschulen.
Während des Vietnamkriegs war Dyke zunächst Kommandeur eines Bataillons des 327. Infanterieregiments das der 101. Luftlandedivision unterstand. Danach war er Stabsoffizier bei dieser Division. Im weiteren Verlauf seiner Karriere war er sowohl Stabsoffizier beim Chief of Staff of the Army als auch beim Joint Chiefs of Staff. Zudem gehörte er für einige Zeit dem Stab des Heeresministers an. Zwischenzeitlich war er auch Leiter der Stabsabteilung G3 (Operationen) bei USAREUR in Heidelberg und Stabsoffizier beim Supreme Allied Commander Europe.
Seine erste höhere Aufgabe als Truppenkommandeur war das Kommando über die 1. Brigade der 101. Luftlandedivision in Fort Campbell. Anschließend wurde er nach Deutschland versetzt, wo er Stabsoffizier bei der 3. Infanteriedivision war. Zwischen Juni 1983 und Juni 1985 kommandierte Dyke als Nachfolger von Carl E. Vuono die 8. Infanteriedivision, die ihr Hauptquartier in Bad Kreuznach hatte. Nachdem er sein Kommando an Orren R. Whiddon übergeben hatte, wurde Charles Dyke in den Fernen Osten nach Japan versetzt, wo er zwischen dem 1. August 1985 und dem 15. Juli 1988 das IX. Korps kommandierte. Das Korps stellte die Heeresfraktion der kombinierten amerikanischen Streitkräfte in Japan dar. Damit war Charles Dyke faktisch Kommandeur der dortigen amerikanischen Heeresteilstreitkräfte. Danach ging er in den Ruhestand.
Nach seiner Pensionierung arbeitete Charles Dyke für die von ihm gegründete Firma ITTA (International Technology and Trade Associates, Inc.) Außerdem gehörte er dem Vorstand der George C. Marshall Foundation an.

## Orden und Auszeichnungen
Charles Dyke erhielt im Lauf seiner militärischen Laufbahn unter anderem folgende Auszeichnungen:
- Silver Star
- Defense Superior Service Medal
- Legion of Merit
- Bronze Star Medal
- Joint Service Commendation Medal
- Army Commendation Medal
- Air Medal
- Soldier’s Medal
- Purple Heart